# Lixophaga variabilis
Lixophaga variabilis là một loài ruồi trong họ Tachinidae.